# Pieter Boelmans ter Spill
Pieter Boelmans ter Spill (Alkmaar, 26 januari 1886 - Den Haag, 31 oktober 1954) was een Nederlands voormalig voetballer die als aanvaller speelde.

## Interlandcarrière

### Nederland
Op 1 april 1907 debuteerde Boelmans ter Spill voor Nederland in een vriendschappelijke wedstrijd tegen Engeland (1-8 nederlaag).
| Interlands van Pieter Boelmans ter Spill | Interlands van Pieter Boelmans ter Spill | Interlands van Pieter Boelmans ter Spill | Interlands van Pieter Boelmans ter Spill | Interlands van Pieter Boelmans ter Spill | Interlands van Pieter Boelmans ter Spill |
| №                                        | Datum                                    | Wedstrijd                                | Uitslag                                  | Soort Wedstrijd                          | Doelpunten                               |
| Als speler bij HFC                       | Als speler bij HFC                       | Als speler bij HFC                       | Als speler bij HFC                       | Als speler bij HFC                       | Als speler bij HFC                       |
| ---------------------------------------- | ---------------------------------------- | ---------------------------------------- | ---------------------------------------- | ---------------------------------------- | ---------------------------------------- |
| 1.                                       | 1 april 1907                             | Nederland - Engeland                     | 1 - 8                                    | Vriendschappelijk                        | 1                                        |
| 2.                                       | 14 april 1907                            | België - Nederland                       | 1 - 3                                    | Vriendschappelijk                        | 1                                        |
| 3.                                       | 9 mei 1907                               | Nederland - België                       | 1 - 2                                    | Vriendschappelijk                        | 1                                        |